# François Grudé
François Grudé, sieur de La Croix du Maine, en latin Grucithanius, érudit et bibliographe français, né au Mans en 1552 et assassiné à Tours en 1592. 
Son nom est souvent associé à celui d'Antoine du Verdier, son contemporain et lui-même bibliographe.

## Biographie
Son père, qui jouissait d'une grande aisance, le confia aux soins de Michel Troté, habile instituteur, nommé depuis directeur du collège de Bayeux à Paris. Le jeune La Croix se rendit dans cette ville à l'âge de dix-sept ans pour terminer ses études, et revint dans sa patrie vers l'an 1572. Avide d'instruction et doué d'une mémoire heureuse, il se livra tout entier à des recherches de bibliographie, et dépensa plus de 10 000 francs en achats de livres, somme prodigieuse à une époque où le marc d'argent ne valait que 16 francs. 
Le grand nombre d'ouvrages grecs, latins, français, espagnols, italiens, et de matériaux littéraires en tout genre qu'il avait amassés lui inspira l'idée d'en rédiger un catalogue raisonné, plus complet que celui de Conrad Gessner, qui ne comprenait point les livres écrits en langues vulgaires, et de composer une espèce d'encyclopédie de toutes les sciences. Ce vaste plan est développé dans une lettre qu'il écrivit en 1579 au vicomte de Paulmy. Pour l'exécuter, il adressa, la même année, une circulaire imprimée au Mans à tous les savants de France et des pays étrangers, pour en obtenir des observations et le catalogue de leurs propres écrits, mais le moment n'était pas opportun. 
Les guerres de religion qui désolaient l'Europe donnaient à l'esprit humain une direction peu favorable aux lettres. La Croix du Maine s'en plaint lui-même, en disant que sur dix mille personnes et plus, qui avaient lu son projet, la plupart ne lui ont pas répondu. Ce contretemps ne ralentit point le zèle de notre bibliographe. Il revint à Paris en mai 1582, « avec trois charrettes chargées de volumes et de livres, tant escrits à la main qu'autrement », parmi lesquels il y avait plus de huit cents mémoires de sa composition. L'année suivante il présenta inutilement au roi le prospectus de ses desseins, pour dresser une bibliothèque parfaite de tous points, pour remplir cent buffets, chacun d'iceux contenant cent volumes. 
Réduit de fait à ses propres ressources, mais non découragé par tant d'obstacles, La Croix du Maine publia en 1584 sa Bibliothèque française. II s'occupait d'autres compositions littéraires non moins importantes, lorsque des zélés catholiques, le soupçonnant de professer en secret les principes de la Réforme, l'assassinèrent à Tours en 1592. Il n'était âgé que de 40 ans.

## Publications
De tous les recueils faits par cet infatigable compilateur, nous n'avons que le Premier volume de la bibliotheque du sieur de La Croix du Maine. Qui est un catalogue general de toutes sortes d'Autheurs qui ont escrit en François depuis cinq cents ans & plus jusques à ce jourd'hui : avec un Discours des vies des plus illustres & renommez entre les trois mille qui sont compris en œuvre, ensemble un récit de leurs compositions tant imprimees qu'autrement, Paris, 1584 (lire en ligne). L'auteur préparait deux nouvelles collections, dont l'une devait être distribuée suivant l'ordre méthodique des sciences, et l'autre contenir un catalogue des écrivains latins. La mort l'empêcha d'exécuter ce projet. 
Sa Bibliothèque est estimée, parce qu'elle offre le tableau des premiers essais de notre littérature et l'histoire abrégée des anciens écrivains français. Cet ouvrage suppose des recherches immenses et pénibles, il est rédigé d'après l'ordre alphabétique des prénoms. Antoine Du Verdier, contemporain de La Croix du Maine, publiait dans le même temps un Dictionnaire des écrivains français (Lyon : 1585, in-fol).
Bernard de La Monnoye avait formé le projet de réimprimer les Bibliothèques françoises d'Antoine du Verdier et de La Croix du Maine dès 1724 car ces ouvrages étaient devenus rares, mais en les accompagnant de corrections et de remarques nécessaires qu'il avait faites sur d'autres auteurs et sur des ouvrages cités dans ces bibliothèques, mais son grand âge et sa mort l'a empêché d'achever son projet. Le manuscrit qu'il avait rédigé a été vendu à un libraire hollandais avant d'être racheté par Jean-Baptiste Pâris de Meyzieu qui l'a cédé à Jean-Antoine Rigoley de Juvigny à la demande d'Étienne Lauréault de Foncemagne. Camille Falconet s'était engagé à retrouver les anciens ouvrages en français dans un mémoire présenté en 1727 à l'Académie royale des inscriptions et belles-lettres et à publier une Bibliothèque française à partir des livres de La Croix du Maine et d'Antoine du Verdier en les corrigeant. Rigoley de Juvigny, encouragé par les académiciens a entrepris une nouvelle édition des Bibliothèques françoises avec les notes de Bernard de La Monnoye avec l'aide d'Étienne Lauréault de Foncemagne, de Jean-Baptiste de La Curne de Sainte-Palaye. Il a obtenu les exemplaires de ces deux Bibliothèques françoises annotées possédées par le président de Bourbonne lui venant du président Bouhier, ami de Bernard de La Monnoye. Il est aussi aidé pour la publication d'une nouvelle édition des Bibliothèques françoises, en 1772-1773, par Louis-Georges de Bréquigny.
Rigoley de Juvigny a rendu un service signalé aux lettres en donnant de ces deux Bibliothèques, devenues fort rares, une nouvelle édition, corrigée et enrichie de remarques historiques, littéraires et critiques de Bernard de La Monnoye, du président Bouhier et de Camille Falconet (Paris : 1772, 6 vol. in-4°) ; mais cet éditeur a eu tort de ne pas profiter de tous les errata insérés par La Croix du Maine lui-même à la fin de son ouvrage imprimé en 1584. De là plusieurs inexactitudes dans les bibliographies modernes où l'on s'est contenté de copier le texte de Rigoley :

La Croix du Maine et Antoine du Verdier, « Les Bibliotheques françoises », nouvelle édition par Jean-Antoine Rigoley de Juvigny. Paris, Saillant & Nyon, 1772-1773 :
- Tome premier La Croix du Maine, tome 1
- Tome second La Croix du Maine, tome 2
- Tome troisième Du Verdier, tome 1
- Tome quatrième Du Verdier, tome 2
- Tome cinquième Du Verdier, tome 3
- Tome sixième Errata, epitomes bibliothecae gesnerianae, etc.
- Version numérisée et encodée sur le site des Bibliothèques Virtuelles Humanistes (CESR)

Nous avons aussi de La Croix du Maine un Eloge funèbre, en vers latins, du poète Dumonin, son ami, assassiné à Paris. On le trouve dans un Recueil d'épitaphes imprimé à Paris, 1587, in-8°. Un exemplaire de la Bibliothèque de La Croix du Maine et de Du Verdier, chargé de notes et de corrections de Barthélemy Mercier de Saint-Léger, est conservé à la bibliothèque de Paris.

## Source
« François Grudé », dans Louis-Gabriel Michaud, Biographie universelle ancienne et moderne : histoire par ordre alphabétique de la vie publique et privée de tous les hommes avec la collaboration de plus de 300 savants et littérateurs français ou étrangers, 2e édition, 1843-1865 [détail de l’édition]